# Siyabonga Nhlapo
Siyabonga Nhlapo (Soweto, 23 dicembre 1988) è un calciatore sudafricano, centrocampista del Marumo Gallants.

## Carriera

### Club
Ha giocato nel campionato sudafricano.

### Nazionale
Ha esordito in nazionale nel 2014; nel 2015 ha partecipato alla Coppa d'Africa.